# Podestà della Compagna Communis Ianuensis
Nell'elenco dei Podestà della Compagna Communis Ianuensis, ovvero del Libero Comune della città di Genova, sono inclusi i periodi in cui a governare la città furono i Capitani del Popolo e delle dedizioni e governatorati.
La carica era solitamente di durata annuale ed affidata a cittadini stranieri.

## Podestà dal 1191 al 1256
| N° | Titolo  | Nome                                  | Nome | Elezione        | Termine del mandato | Città di provenienza | Note                        |
| -- | ------- | ------------------------------------- | ---- | --------------- | ------------------- | -------------------- | --------------------------- |
| 1  | Podestà | Manegoldo del Tettuccio               |      | 1191            | 1191                | Brescia              | Primo podestà.              |
| 2  | Podestà | Oberto di Olivano                     |      | 1194            | 1194                | Pavia                | Deceduto in carica.         |
| 3  | Podestà | Ottone Del Carretto                   |      | 1194            | 1194                | Savona               | Eletto senza crismi legali. |
| 4  | Podestà | Giacomo Maineri                       |      | 1195            | 1195                | Milano               |                             |
| 5  | Podestà | Drudo Marcellino                      |      | 1196            | 1197                | Milano               |                             |
| 6  | Podestà | Alberto da Mandello                   |      | 1198            | 1198                | Milano               |                             |
| 7  | Podestà | Cristiano Beltrame                    |      | 1199            | 1199                | Pavia                |                             |
| 8  | Podestà | Orlandino Malapresi                   |      | 1200            | 1200                | Lucca                |                             |
| 9  | Podestà | Guglielmo di Enrico                   |      | 1200            | 1200                | Lucca                |                             |
| 10 | Podestà | Gualfredotto Grasselli                |      | 1202            | 1204                | Milano               |                             |
| 11 | Podestà | Fulcone di Castello                   |      | 1205            | 1205                | Genova               |                             |
| 12 | Podestà | Giovanni Struzio                      |      | 1206            | 1206                | Cremona              |                             |
| 13 | Podestà | Raineri Cotta                         |      | 1211            | 1211                | Milano               |                             |
| 14 | Podestà | Oberto Boccafolle                     |      | 1217            | 1217                | Pavia                |                             |
| 15 | Podestà | Rambertino Buvalelli                  |      | 1218            | 1220                | Bologna              |                             |
| 16 | Podestà | Loteringo di Martinengo               |      | 1221            | 1221                | Brescia              |                             |
| 17 | Podestà | Spino di Soresina                     |      | 1222            | 1223                | Milano               |                             |
| 18 | Podestà | Andalò                                |      | 1224            | 1224                | Bologna              |                             |
| 19 | Podestà | Brancaleone di Andalò                 |      | 1225            | 1225                | Bologna              |                             |
| 20 | Podestà | Ugolino Danie                         |      | 1225            | 1225                | Bologna              |                             |
| 21 | Podestà | Pecoraro di Mercato Novo              |      | 1226            | 1226                | Verona               |                             |
| 22 | Podestà | Lazzarino Gherardini Giandone         |      | 1227            | 1227                | Lucca                |                             |
| 23 | Podestà | Goffredo di Pirovano                  |      | 1228            | 1228                | Milano               |                             |
| 24 | Podestà | Giacomo di Balduino                   |      | 1229            | 1229                | Bologna              |                             |
| 25 | Podestà | Spino di Soresina                     |      | 1230            | 1230                | Milano               |                             |
| 26 | Podestà | Ugolino Rosso                         |      | 1231            | 1231                | Parma                |                             |
| 27 | Podestà | Pagano di Pietrasanta                 |      | 1232            | 1232                | Milano               |                             |
| 28 | Podestà | Pegoletto di Uguccione dei Ghirardini |      | 1233            | 1233                | Firenze              |                             |
| 29 | Podestà | Remedio Rusca                         |      | 1234            | 1234                | Como                 |                             |
| 30 | Podestà | Pietro di Andalò                      |      | 1235            | 1235                | Bologna              |                             |
| 31 | Podestà | Giacomo di Terziago                   |      | 1236            | 1236                | Milano               |                             |
| 32 | Podestà | Oldrago Grosso di Treseno             |      | 1237            | 1237                | Lodi                 |                             |
| 33 | Podestà | Paolo di Soresina                     |      | 1238            | 1238                | Milano               |                             |
| 34 | Podestà | Filippo Vicedomino                    |      | 1239            | 1239                | Piacenza             |                             |
| 35 | Podestà | Enrico da Monza                       |      | 1240            | 3 febbraio 1241     | Milano               |                             |
| 36 | Podestà | Guglielmo Surdo                       |      | 3 febbraio 1241 | 1241                | Piacenza             |                             |
| 37 | Podestà | Corrado di Concessio                  |      | 1242            | 1242                | Brescia              |                             |
| 38 | Podestà | Manuello di Maglio                    |      | 1243            | 1243                | Brescia              |                             |
| 39 | Podestà | Filippo Vicedomino                    |      | 1244            | 1244                | Piacenza             |                             |
| 40 | Podestà | Filippo Ghiringhello                  |      | 1245            | 1245                | Milano               |                             |
| 41 | Podestà | Alberto di Mandello                   |      | 1246            | 1246                | Milano               |                             |
| 42 | Podestà | Bernardo di Castronovo                |      | 1247            | 1247                | Piacenza             |                             |
| 43 | Podestà | Rambertino di Bovarello               |      | 1248            | 1248                | Bologna              |                             |
| 44 | Podestà | Alberto di Malavolta                  |      | 1249            | 1249                | Bologna              |                             |
| 45 | Podestà | Gherardo V da Correggio               |      | 1250            | 1250                | Parma                |                             |
| 46 | Podestà | Menabos di Torricella                 |      | 1251            | 1251                | Ferrara              |                             |
| 47 | Podestà | Guiscardo di Pietrasanta              |      | 1252            | 1252                | Ferrara              |                             |
| 48 | Podestà | Enrico Confaloniere                   |      | 1253            | 1253                | Brescia              |                             |
| 49 | Podestà | Rodolfo di Graidano                   |      | 1254            | 1254                | Bologna              |                             |
| 50 | Podestà | Martino di Sommariva                  |      | 1255            | 1255                | Lodi                 |                             |
| 51 | Podestà | Filippo della Torre                   |      | 1256            | 1256                | Milano               |                             |

## Podestà sotto il Capitano del Popolo Guglielmo Boccanegra
| N° | Titolo  | Nome                 | Nome | Elezione | Termine del mandato | Città di provenienza | Note |
| -- | ------- | -------------------- | ---- | -------- | ------------------- | -------------------- | ---- |
| 52 | Podestà | Alberto di Malavolta |      | 1257     | 1257                | Bologna              |      |
| 53 | Podestà | Rainero Rosso        |      | 1258     | 1258                | Lucca                |      |
| 54 | Podestà | Ruffino Cavallaccio  |      | 1259     | 1259                | Novara               |      |
| 55 | Podestà | Martino di Fano      |      | 1260     | 1260                | Fano                 |      |
| 56 | Podestà | Giordano di Ralengo  |      | 1261     | 1262                | Asti                 |      |
| 57 | Podestà | Palmerio da Fano     |      | 1262     | 1262                | Fano                 |      |

## Podestà dal 1263 al 1265
| N° | Titolo  | Nome                  | Nome | Elezione | Termine del mandato | Città di provenienza | Note |
| -- | ------- | --------------------- | ---- | -------- | ------------------- | -------------------- | ---- |
| 58 | Podestà | Leazzaro dei Leazzari |      | 1263     | 1263                | Bologna              |      |
| 59 | Podestà | Guglielmo Scarampo    |      | 1264     | 1264                | Asti                 |      |
| 60 | Podestà | Alberto di Rivola     |      | 1265     | 1265                | Bergamo              |      |

## Signore e Capitano di Genova
| N° | Titolo             | Nome         | Nome | Elezione       | Termine del mandato | Città di provenienza | Note |
| -- | ------------------ | ------------ | ---- | -------------- | ------------------- | -------------------- | ---- |
|    | Signore e Capitano | Oberto Doria |      | 2 ottobre 1265 | 1265                | Genova               |      |

## Podestà cittadini (I Diarchia Doria-Spinola)
| N° | Titolo  | Nome          | Nome | Elezione | Termine del mandato | Città di provenienza | Note |
| -- | ------- | ------------- | ---- | -------- | ------------------- | -------------------- | ---- |
| 62 | Podestà | Nicolò Doria  |      | 1265     | 1265                | Genova               |      |
| 63 | Podestà | Guido Spinola |      | 1265     | 1265                | Genova               |      |

## Podestà dal 1266 al 1270
| N° | Titolo  | Nome                 | Nome | Elezione | Termine del mandato | Città di provenienza | Note |
| -- | ------- | -------------------- | ---- | -------- | ------------------- | -------------------- | ---- |
| 64 | Podestà | Giacomo di Palude    |      | 1266     | 1266                | Parma                |      |
| 65 | Podestà | Guidotto di Rodobbio |      | 1267     | 1267                | Vercelli             |      |
| 66 | Podestà | Guido di Coreglia    |      | 1268     | 1268                | Parma                |      |
| 67 | Podestà | Bonifacio da Canossa |      | 1269     | 1269                | Reggio nell'Emilia   |      |
| 68 | Podestà | Orlando Putagia      |      | 1270     | 28 ottobre 1270     | Parma                |      |

## Capitani del Popolo (Diarchia dei due Oberti)
| N° | Titolo              | Nome           | Nome | Elezione        | Termine del mandato | Città di provenienza | Note                       |
| -- | ------------------- | -------------- | ---- | --------------- | ------------------- | -------------------- | -------------------------- |
|    | Capitano del popolo | Oberto Spinola |      | 28 ottobre 1270 | 1291                | Genova               |                            |
|    | Capitano del popolo | Oberto Doria   |      | 28 ottobre 1270 | 1288                | Genova               |                            |
|    | Capitano del popolo | Corrado Doria  |      | 1288            | 1291                | Genova               | Succeduto al padre Oberto. |

## Capitani del Popolo dal 1291 al 1295
| N° | Titolo              | Nome               | Nome | Elezione | Termine del mandato | Città di provenienza | Note |
| -- | ------------------- | ------------------ | ---- | -------- | ------------------- | -------------------- | ---- |
|    | Capitano del popolo | Lanfranco Suardi   |      | 1291     | 1291                | Bergamo              |      |
|    | Capitano del popolo | Beltrame Fiziese   |      | 1292     | 1292                | Bergamo              |      |
|    | Capitano del popolo | Simone di Grumello |      | 1293     | 1294                | Bergamo              |      |
|    | Capitano del popolo | Taiolo di Villa    |      | 1295     | 1295                | Milano               |      |
|    | Capitano del popolo | Giacomo di Carrano |      | 1295     | 1295                | Milano               |      |

## Capitani del Popolo cittadini (III Diarchia Doria-Spinola)
| N° | Titolo              | Nome            | Nome | Elezione | Termine del mandato | Città di provenienza | Note                 |
| -- | ------------------- | --------------- | ---- | -------- | ------------------- | -------------------- | -------------------- |
|    | Capitano del popolo | Corrado Spinola |      | 1296     | 1299                | Genova               |                      |
|    | Capitano del popolo | Corrado Doria   |      | 1296     | 1298                | Genova               |                      |
|    | Capitano del popolo | Lamba Doria     |      | 1299     | 1299                | Genova               | Succeduto a Corrado. |

## Podestà dal 1300 al 1306
| N° | Titolo  | Nome                           | Nome | Elezione | Termine del mandato | Città di provenienza | Note |
| -- | ------- | ------------------------------ | ---- | -------- | ------------------- | -------------------- | ---- |
| 69 | Podestà | Bellotto Carcano               |      | 1300     | 1300                | Milano               |      |
| 70 | Podestà | Damiano di Osnago              |      | 1301     | 1301                | Milano               |      |
| 71 | Podestà | Angelo Tarlatino di Pietramala |      | 1302     | 1302                | Arezzo               |      |
| 72 | Podestà | Guglielmo Turco di Castello    |      | 1303     | 1303                | Asti                 |      |
| 73 | Podestà | Oldrado Delfo                  |      | 1304     | 1304                | Crema                |      |
| 74 | Podestà | Beltrame di Socino             |      | 1305     | 1305                | Bergamo              |      |
| 75 | Podestà | Brancaleone D'Andalò           |      | 1306     | 1306                | Bologna              |      |
| 76 | Podestà | Marino Suardi                  |      | 1306     | 1306                | Bergamo              |      |

## Capitani del Popolo cittadini (IV Diarchia Doria-Spinola)
| N° | Titolo              | Nome             | Nome | Elezione       | Termine del mandato | Città di provenienza | Note |
| -- | ------------------- | ---------------- | ---- | -------------- | ------------------- | -------------------- | ---- |
|    | Capitano del popolo | Opizzino Spinola |      | 7 gennaio 1306 | 1310                | Genova               |      |
|    | Capitano del popolo | Bernabò Doria    |      | 7 gennaio 1306 | 1309                | Genova               |      |

## Podestà nel 1311
| N° | Titolo  | Nome               | Nome | Elezione | Termine del mandato | Città di provenienza | Note |
| -- | ------- | ------------------ | ---- | -------- | ------------------- | -------------------- | ---- |
| 77 | Podestà | Simone di Grumello |      | 1311     | 1311                | Bergamo              |      |

## Dedizione a Enrico VII di Lussemburgo (1311-1313)
| N° | Titolo            | Nome                      | Nome | Elezione | Termine del mandato | Città di provenienza | Note |
| -- | ----------------- | ------------------------- | ---- | -------- | ------------------- | -------------------- | ---- |
| 1  | Vicario imperiale | Roberto d'Aspromonte      |      | 1311     | 1311                |                      |      |
| 2  | Vicario imperiale | Uguccione della Faggiuola |      | 1311     | 1313                | Casteldelci          |      |

## Podestà dal 1314 al 1317
| N° | Titolo  | Nome                               | Nome | Elezione | Termine del mandato | Città di provenienza | Note |
| -- | ------- | ---------------------------------- | ---- | -------- | ------------------- | -------------------- | ---- |
| 78 | Podestà | Sarraceno dei Bonacolsi            |      | 1314     | 1314                | Mantova              |      |
| 79 | Podestà | Giacomo di Florini di Pontecavalli |      | 1315     | 1315                | Brescia              |      |
| 80 | Podestà | Gerardo Gambara                    |      | 1316     | 1316                | Brescia              |      |
| 81 | Podestà | Zambellino di Bernardo             |      | 1317     | 1317                | Brescia              |      |

## Capitani del Popolo cittadini (Diarchia Fieschi-Grimaldi)
| N° | Titolo              | Nome             | Nome | Elezione         | Termine del mandato | Città di provenienza | Note |
| -- | ------------------- | ---------------- | ---- | ---------------- | ------------------- | -------------------- | ---- |
|    | Capitano del Popolo | Carlo Fieschi    |      | 10 dicembre 1317 | 27 luglio 1318      | Genova               |      |
|    | Capitano del Popolo | Gaspare Grimaldi |      | 10 dicembre 1317 | 27 luglio 1318      | Genova               |      |

## Dedizione a Roberto I di Napoli (1318-1335)
| N° | Titolo  | Nome                  | Nome | Elezione | Termine del mandato | Città di provenienza | Note                         |
| -- | ------- | --------------------- | ---- | -------- | ------------------- | -------------------- | ---------------------------- |
|    | Vicario | Riccardo di Gambatesa |      | 1319     | 13??                |                      |                              |
| 82 | Podestà | Bonifacio di Farra    |      | 1319     | 13??                | Milano               | Solo per le questioni civili |

## Capitani del Popolo cittadini (V Diarchia Doria-Spinola)
| N° | Titolo              | Nome             | Nome | Elezione | Termine del mandato | Città di provenienza | Note |
| -- | ------------------- | ---------------- | ---- | -------- | ------------------- | -------------------- | ---- |
|    | Capitano del Popolo | Raffaello Doria  |      | 1335     | 1339                | Genova               |      |
|    | Capitano del Popolo | Galeotto Spinola |      | 1335     | 1339                | Genova               |      |